# Justo Gallego Martínez
Justo Gallego Martínez (Mejorada del Campo, 20 settembre 1925 – Mejorada del Campo, 28 novembre 2021) è stato un monaco cristiano spagnolo che ha costruito una chiesa tutto da solo a Mejorada del Campo.

## Biografia

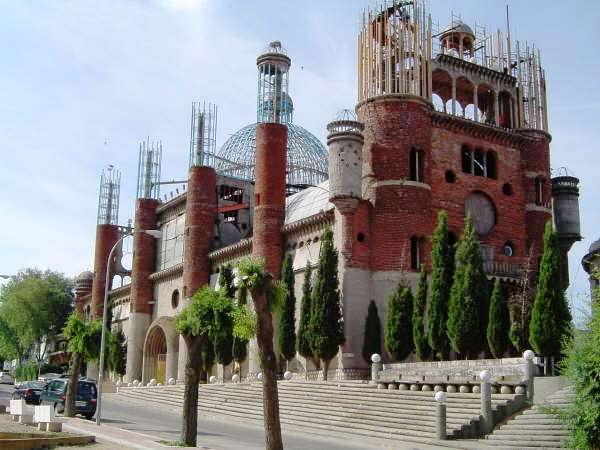
La catedral de Justo a Mejorada del Campo (nel 2005)

Entrò ancora giovane nel monastero di Santa Maria de Huerta, ma lo abbandonò ancor prima di ricevere i voti, poiché contrasse la tubercolosi nel 1961.
Justo iniziò a costruire la chiesa in un terreno ereditato dalla famiglia, senza l'appoggio della Chiesa cattolica e senza i permessi di edificazione pertinenti. Justo dedicò la chiesa alla «Virgen del Pilar, Nostra Signora del Pilar, Madre di Dio». La cupola raggiunge un'altezza di 40 metri. Ha fatto quasi tutto da solo, un po' con l'aiuto dei suoi sei nipoti e qualche volontario. In alcune occasioni, ha richiesto i servizi di uno specialista, pagando di tasca propria. Finanziò il suo lavoro affittando o vendendo terreni ereditati o con donazioni che riceveva di tanto in tanto.
Non esiste alcun progetto dell'opera, dal momento che Justo Gallego diceva di "avere tutto in testa". Non aveva conoscenze di edilizia o architettura e fu costretto a lasciare la scuola elementare a causa della guerra civile spagnola. Stando a quanto raccontava ai visitatori che gli si avvicinano, tutte le sue conoscenze gli derivavano da libri su cattedrali e castelli.
La maggior parte dei materiali di costruzione utilizzati sono riciclati. Usava molti oggetti della vita quotidiana, come materiali scartati dalle imprese edilizie o da una vicina fabbrica di mattoni. Per erigere le colonne utilizzò vecchie taniche di benzina e ruote di bicicletta.
Quest'opera lo fece comparire nel 2005 in un annuncio pubblicitario televisivo sul restauro e gli fece guadagnare 30.000 € per affittare la cattedrale per tre giorni di riprese e per prendervene parte.
Gallego viveva con la sorella vicino alla sua chiesa.
Il suo motto era "servire prima Dio, poi il prossimo e per ultimo me stesso" ed è per questo che cominciò a costruire una chiesa senza alcuna conoscenza se non quella acquisita leggendo libri antichi, molti in latino.
Gallego affermò che circa 2.000 persone arrivano ogni anno per visitare la chiesa .
Discovery Channel Latinoamérica, nella sua sezione "Momentos Discovery", trasmise nell'anno 2006 un documentario di circa 3 minuti, in cui Justo spiegava la visione della sua chiesa e parlava della sua poca esperienza con l'ingegneria e l'architettura, indicando la sua fede come motore del progetto.
Il canale RT ha dedicò un servizio nel novembre 2016.
Justo morì il 28 novembre del 2021 all'età di 96 anni nella sua chiesa ancora incompleta. Tuttavia l'opera sarà portata a termine grazie al supporto della gente locale.